# Persicaria alpina
Persicaria alpina (All.) H.Gross – gatunek rośliny z rodziny rdestowatych (Polygonaceae Juss.). Występuje naturalnie na Alasce oraz w zachodniej Kanadzie (w Jukonie i Terytoriach Północno-Zachodnich). 

## Morfologia
PokrójBylina dorastająca do 0,5–1,5 m wysokości.
LiścieBlaszka liściowa ma kształt od owalnego do lancetowatego. Mierzy 5–20 cm długości oraz 2–8 cm szerokości, na brzegu jest falista, nasadę ma od klinowej do uciętej i jest ostro zakończona. Ogonek liściowy jest nagi i ma 1–5 mm długości. Gatka jest lejkowata i ma 10–22 mm długości.
KwiatyZebrane w wiechy na szczytach pędów. Listki okwiatu owalne, białe do zielonkawych, o długości 2–4 mm.
OwoceTrójboczne niełupki osiągające 2–4 mm długości.

## Biologia i ekologia
Rośnie na brzegach rzek, nieużytkach oraz terenach skalistych. Występuje na wysokości do 1700 m n.p.m. Kwitnie od czerwca do sierpnia.